# Clinton, Louisiana
Clinton är administrativ huvudort i East Feliciana Parish i Louisiana. Orten har fått sitt namn efter politikern DeWitt Clinton. East Feliciana Parish grundades år 1824 och Clinton grundades samma år som dess huvudort.